# Ионов, Юрий Иванович
Юрий Иванович Ионов (20 мая 1924, Вознесенская, Юго-Восточная область — 2 сентября 1995, Москва) — советский инженер-конструктор. Лауреат Государственной премии СССР (1975) и Государственной премии РСФСР в области архитектуры (1967).

## Биография
Родился 20 мая 1924 года в станице Вознесенская Краснодарского края. Во время Великой Отечественной войны служил в Московском военном округе. В 1952 году окончил Строительный институт Моссовета.
Работал главным конструктором в «Моспроекте-1», МНИИТЭП, ЦНИИЭП торговых зданий и туристских комплексов.
Умер в Москве 2 сентября 1995 года. Похоронен на Востряковском кладбище.

## Работы
- Московский Дворец пионеров (1958—1962)[4]
- Посольство Канады в Москве[2]
- Санаторий в Кратове[2]
- Универмаг на Волгоградском проспекте в Москве[2]

## Награды
- Государственная премия РСФСР в области архитектуры (1967) — за архитектуру Московского Дворца пионеров (в составе коллектива)[4]
- Государственная премия СССР (1975) — за архитектурные комплексы Зеленограда (в составе коллектива)

## Цитаты
Из индустриальных изделий также можно создать новое в архитектуре, если извлечь из их содержания новую художественную формуЮрий Ионов